# Rob Fusari
Rob Fusari (nacido en 1976) es un productor discográfico y compositor de canciones, conocido por su trabajo con la cantante estadounidense Lady Gaga.

## Primeros años
Fusari nació y se crio en Livingston, Nueva Jersey, Comenzó a estudiar piano clásico a la edad de ocho años, e inició a tocar en competiciones nacionales a la edad de diez. «Fue excitante tocar en estas competiciones de piano», recordó Fusari. «Los tres finalistas podrían tocar un recital en el Carnegie Hall, y yo tuve la oportunidad de tocar en Carnegie por tres años consecutivos». Fue durante sus años de colegio en la William Paterson University en Nueva Jersey que Fusari comenzó a escribir canciones. Comenzó grabando demos y posteriormente conoció al compositor Irwin Levine, quien fue conocido por escribir «Tie a Yellow Ribbon Round the Ole Oak Tree» y varios otros éxitos para Tony Orlando and Dawn. A mediados de los años noventa del siglo XX, Fusari comenzó a colaborar con otro compositor, Josh Thompson, cuyos antecedentes estaban más influenciados por el R&B. «Josh y yo trabajamos juntos por dos o tres años, y yo me interesé en escribir R&B con él», dijo Fusari. «Aprendí cómo producir voces R&B al trabajar con Josh. Terminamos escribiendo alrededor de 300 canciones juntos, y nos encontraríamos con sellos discográficos para lanzar nuestras canciones. Uno de los momentos más memorables fue cuando llegamos a grabar una canción con George Benson».

## Carrera
En 2001, Fusari produjo «Bootylicious» para el tercer álbum de estudio de las Destiny's Child titulado Survivor (2001). La canción encabezó la lista Billboard Hot 100. Él produjo el éxito de 2003 «Train on a Track» de Kelly Rowland.
Fusari trabajó primero con Britney Spears en 2003, en una pista titulada «Loves Suppose 2 Be», sin embargo no fue incluida en In the Zone (2003). Después en 2008, Fusari trabajó como el coproductor ejecutivo del álbum debut de Lady Gaga ganador del Grammy, The Fame (2008). Coescribió, produjo y es acreditado por cinco canciones: «Paparazzi», «Beautiful, Dirty, Rich», «Again Again», «Brown Eyes» y «Disco Heaven». Fusari también produjo y coescribió los demos «Vanity», «Glitter & Grease», y «Retro Dance Freak».